# السلافونية الكنسية القديمة
إن اللغة السلافونية الكنسية القديمة والسلافية الكنسية القديمة وتختصر (OCS) أو словѣ́ньскъ ѩзꙑ́къ، slověnĭskŭ językŭ كانت أول لغة سلافية أدبية، وتطورت بحلول القرن التاسع حين جاء المبشرون الإغريق البيزنطيون مثل كيرلس وميثوديوس اللذين يُنسب إليهما توحيد معايير اللغة واستخدامها لترجمة الكتاب المقدس وغيرها من النصوص الكنسية الإغريقية القديمة باعتبارها جزءًا من تنصير السلاف. وقد لعبت تلك اللغة دورًا هامًا على مدار تاريخ اللغات السلافية ومثلت أساسًا ونموذجًا لتقاليد السلافونية الكنسية، وتستخدم بعض الكنائس الأرثوذكسية الشرقية والكنائس الكاثوليكية الشرقية اللغة السلافونية الكنسية على أنها لغة طقسية حتى يومنا هذا.